# Marie Theresia von Österreich (1845–1927)
Maria Theresia Anna (* 15. Juli 1845 in Wien; † 8. Oktober 1927 in Tübingen) war ein Mitglied des österreichischen Herrscherhauses Habsburg-Lothringen und Herzogin von Württemberg.

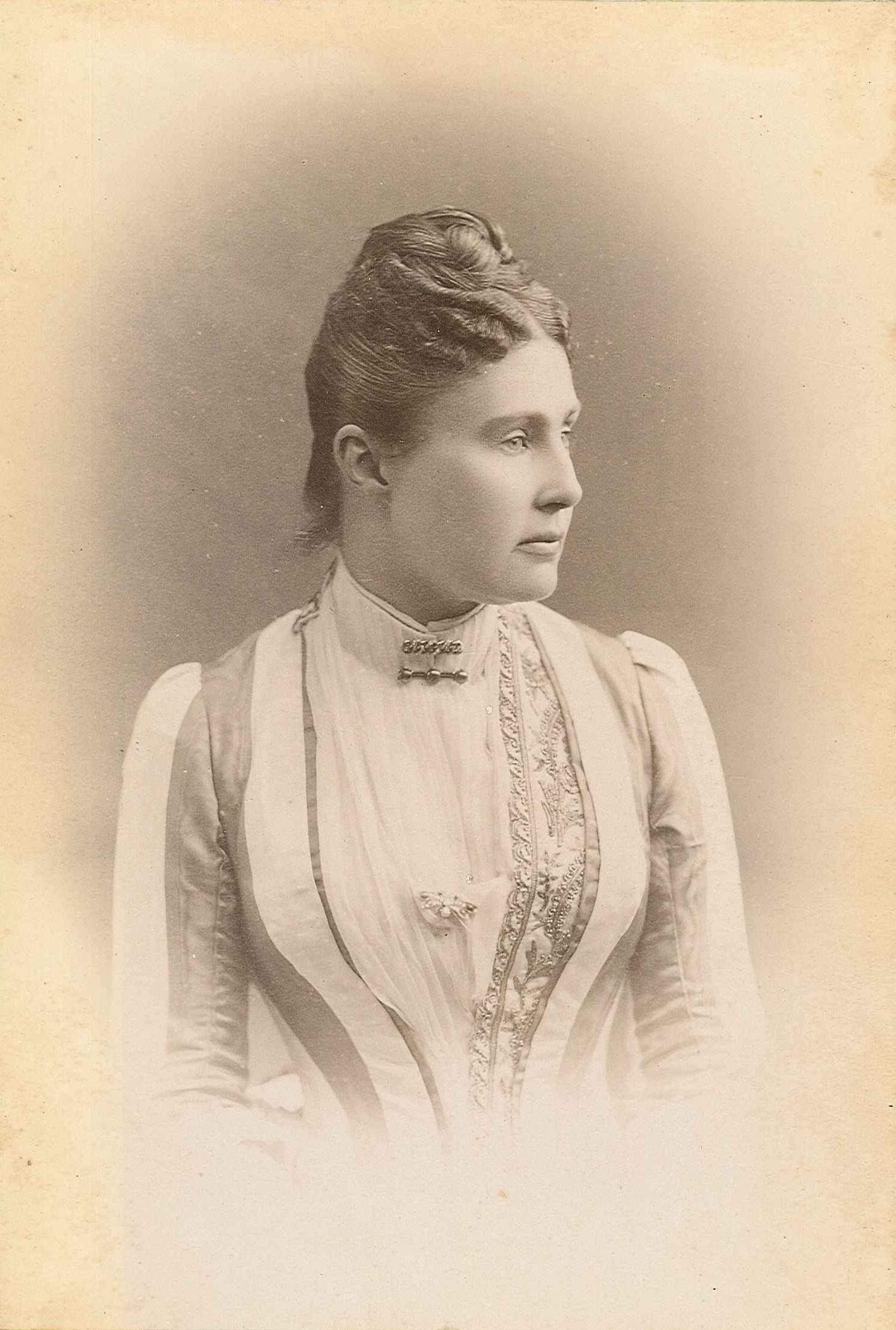
Herzogin Marie Therese von Württemberg, 1888

## Leben
Maria Theresia war eine Tochter von Erzherzog Albrecht Friedrich von Österreich und Prinzessin Hildegard Luise von Bayern und führte daher den Titel Erzherzogin von Österreich. Sie wuchs im sehr reichen Haus ihres Vaters auf.
Maria Theresia heiratete als knapp 20-Jährige in der Kammerkapelle der Wiener Hofburg den 27-jährigen Herzog Philipp von Württemberg (1838–1917), Sohn von Herzog Alexander Friedrich Wilhelm von Württemberg und Marie Christine, Prinzessin von Orléans, am 18. Jänner 1865 in Wien. Sie blieb mit ihrem Gatten in Wien, um die durch den Tod seiner Ehefrau (1864) zunehmende Einsamkeit ihres Vaters zu lindern. Das Ehepaar ließ sich an der Ringstraße in Wien ein Palais erbauen und bezog es im Jahr 1866. Fünf Jahre später wurde das Palais Württemberg verkauft und zur Weltausstellung 1873 als Hotel Imperial eröffnet. Als Wiener Wohnsitz erwarb das Paar dann den Strudelhof des Malers Peter Strudel in Wien.
Am Ufer des Traunsees ließ das Herzogspaar bei Altmünster ab 1872 eine Villa erbauen, die nach der Herzogin „Villa Marie Therese“ benannt wurde, heutiger Name Schloss Traunsee.
Unter dem konservativ-katholischen Einfluss Maria Theresias, zu dem auch jener seiner katholischen Mutter kam, wurde Herzog Philipp der Begründer des katholischen Zweigs des Hauses Württemberg. Aus der Ehe Maria Theresias mit ihrem Gemahl gingen drei Söhne, darunter Herzog Albrecht, der spätere Chef des Hauses Württemberg, und zwei Töchter hervor. 1907 verlegte Herzogin Maria Theresia mit ihrem Ehemann den Wohnsitz nach Stuttgart. Nach dem Tod ihres Gemahls zog sie zu ihrem Sohn in das Schloss Altshausen. Sie starb am 8. Oktober 1927 nach 10-jähriger Witwenzeit mit 82 Jahren in Tübingen und wurde in der Gruft der Schlosskirche Altshausen beigesetzt.

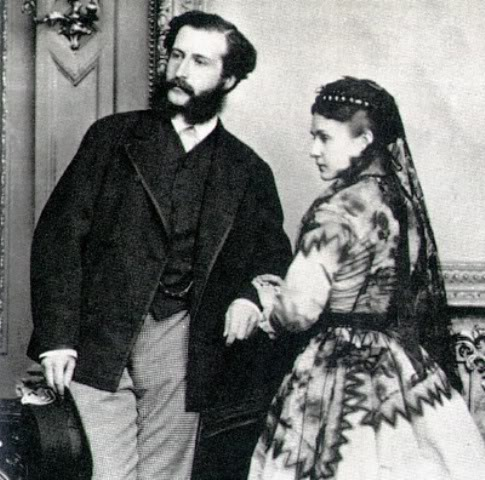
Herzog Philipp von Württemberg und Herzogin Marie Therese von Württemberg
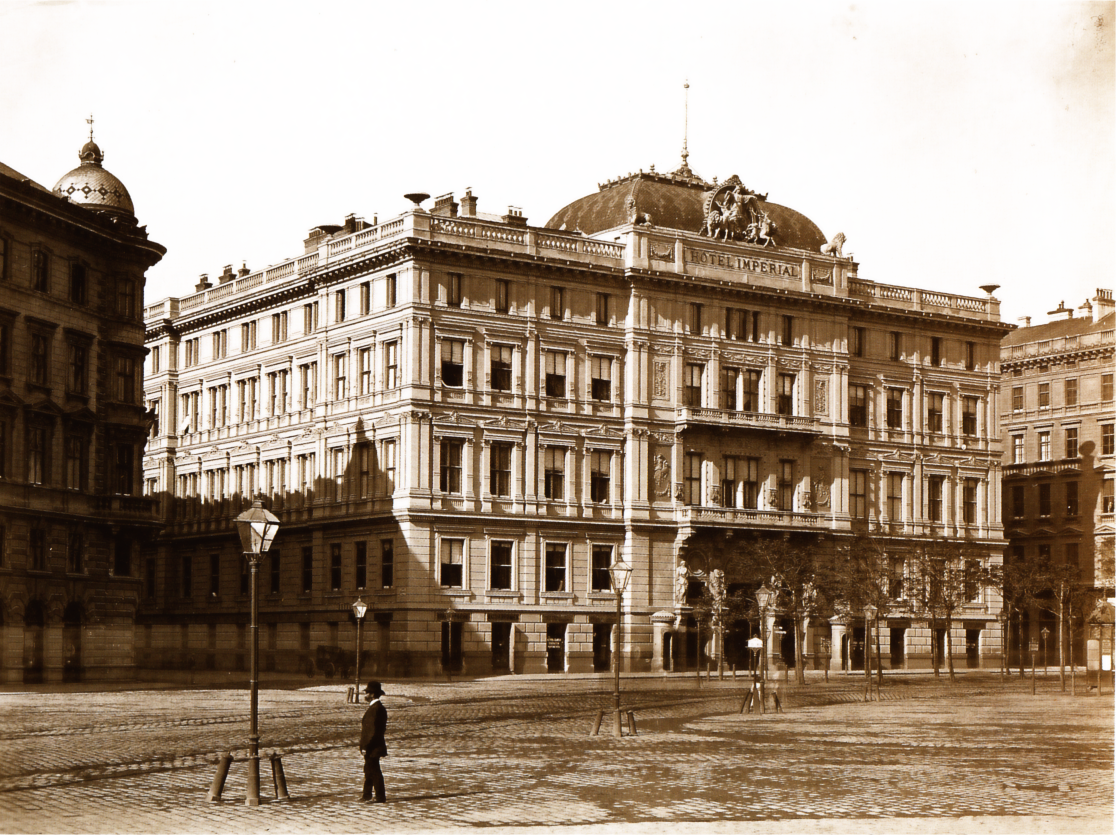
Ehemaliges Palais Württemberg, Wien, Ringstraße; jetzt Hotel Imperial
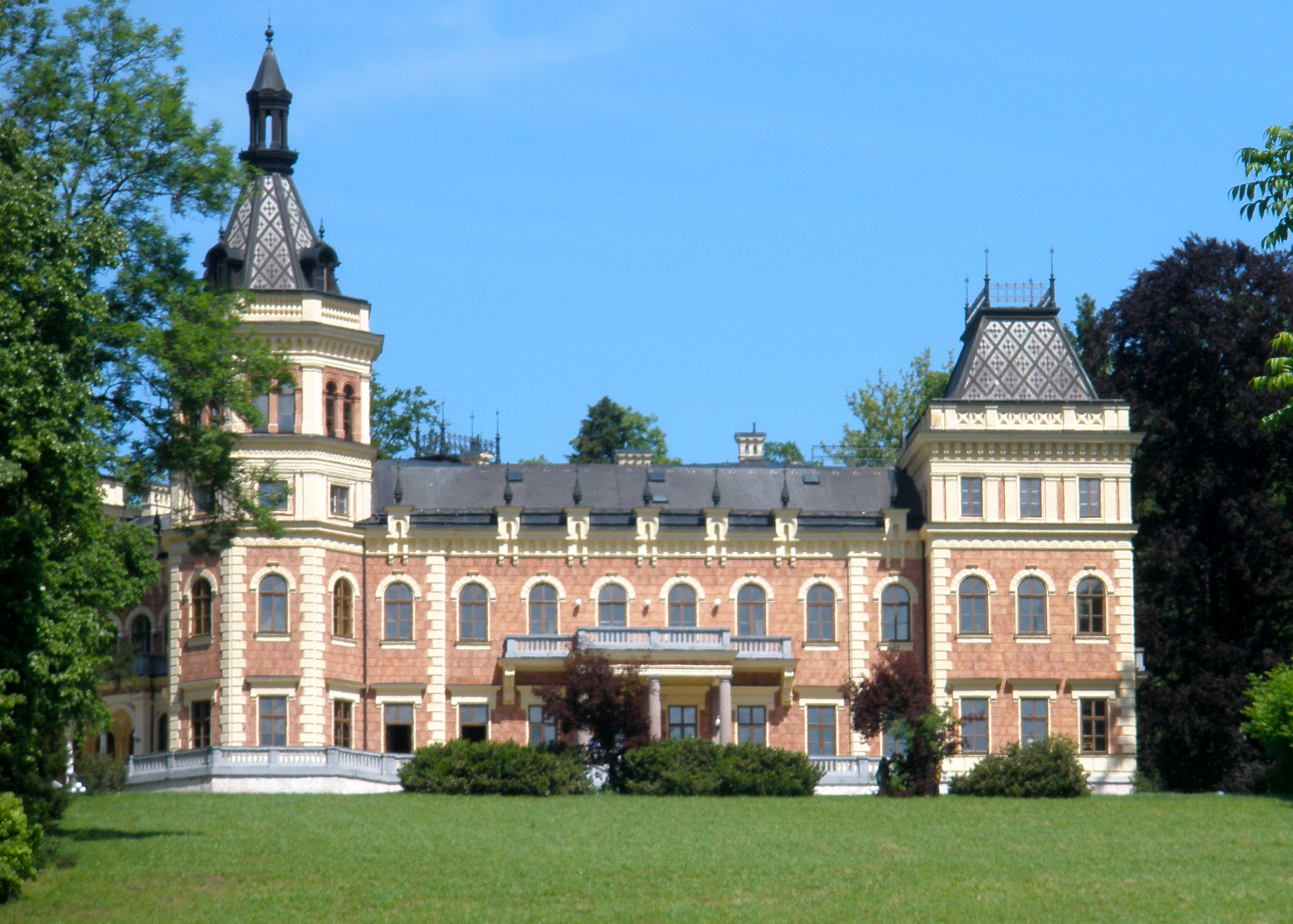
„Villa Marie Therese“ bei Altmünster am Ufer des Traunsees
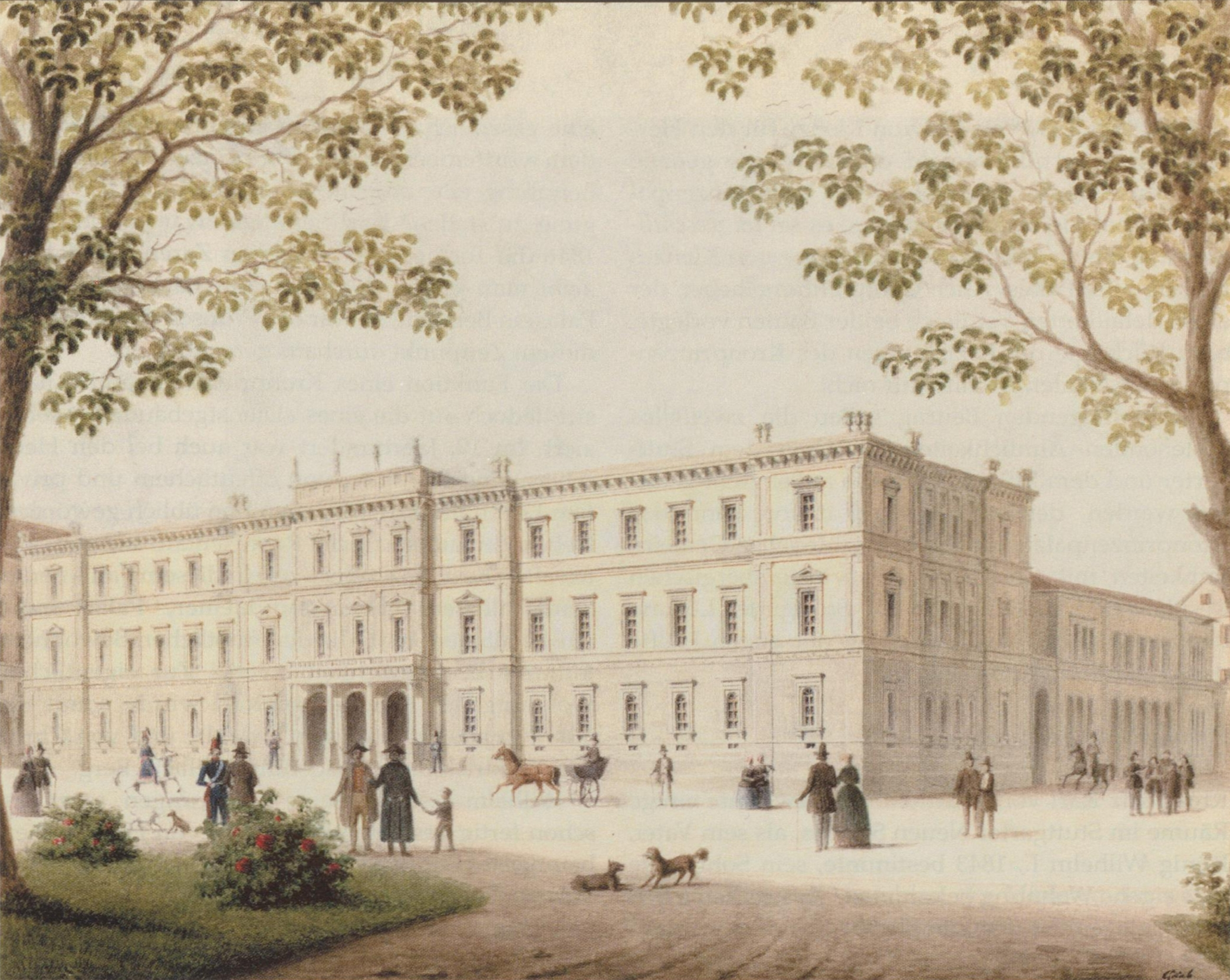
Kronprinzenpalais (Stuttgart) (auch Prinzen Palais, Stuttgart)
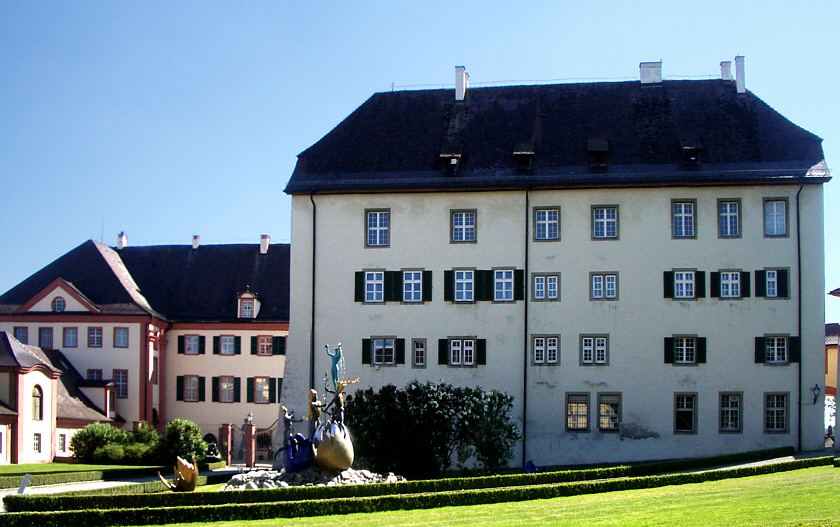
Schloss Altshausen

## Nachkommen
Marie Theresia hatte fünf Kinder: 
- Albrecht (1865–1939) ⚭ Margarete Sophie von Österreich (1870–1902)
- Marie Amelie von Württemberg (1865–1883), jüngere Zwillingsschwester Albrechts, erkrankte an der Tuberkulose und verstarb kurz vor ihrem 18. Geburtstag
- Maria Isabella (1871–1904), Prinzessin von Sachsen ⚭ Johann Georg Prinz von Sachsen (1869–1938)
- Robert (1873–1947) ⚭ Maria Immaculata von Österreich (1878–1968), Tochter von Erzherzog Karl Salvator von Toskana (1839–1892)
- Ulrich (1877–1944)